# Aleksandar Zograf
 (septembre 2018).
Aleksandar Zograf, de son vrai nom Sasa Rakezic, né en 1963, est un auteur de bande dessinée serbe.
Dans ses bandes dessinées publiées aux États-Unis par Fantagraphics Books, au Canada par Drawn & Quaterly, en France par l'Association, il raconte notamment la vie courante en Serbie pendant la guerre en ex-Yougoslavie.

## Œuvres publiées
- Life Under Sanctions (Fantagraphics, 1994).
- Psychonaut (#1-2 published by Fantagraphics, 1996; #3 by Monster Pants Comics/Freight Films, 1999).
- Flock of Dreamers (Kitchen Sink Press, 1997).
- Bulletins from Serbia: E-Mails & Cartoon Strips From Beyond the Front Line (Slab-O-Concrete, 1999)  (ISBN 1-899866-31-0) — traduction en de nombreuses langues.
- Dream Watcher (Slab-O-Concrete, 1999)  (ISBN 1-899866-13-2).
- Jamming with Zograf (auto publié, 2002) — collaboration avec des dessinateurs tels Jim Woodring ou Robert Crumb.
- Regards from Serbia (Top Shelf Productions, 2007)  (ISBN 1-891830-42-2). Traduction et publication dans plusieurs pays : PuntoZero et Black Velvet en Italie, Jochen Enterprises en Allemagne, Sluzbeni Glasnik et SKCNS en Serbie, VBZ en Croatie, KAPSIMI en Grèce, Nyittott Konyv en Hungrie et Under Comics en Espagne.
- Kitchen (Razabia Production 2010)

### En France

#### Albums et recueils
- E-Mails de Pancevo, L'Association, 1999.
- Bon baisers de Serbie,
- Vestiges du Monde, L'Association, coll. « espôlette », 2008.
- Visions Hypnagogiques, L’Égouttoir, 2019.
- Les Lettres d'Hilda Dajč, L'Association, coll. « Patte de mouche », 2021.

#### Collectifs
- The Lonely Path, dans Comix 2000, L'Association, 1999.